# Tokyo Metro
Tokyo Metro (tiếng Nhật: 東京メトロ) là một trong hai hệ thống tàu điện ngầm chính ở Tokyo, Nhật Bản, do công ty Tokyo Metro Co. quản lý. Với trung bình 6,52 triệu lượt khách hàng ngày (tính đến 2023), Tokyo Metro được sử dụng nhiều hơn Toei Subway với 2,85 triệu lượt.

## Quản lý
Tokyo Metro trực thuộc Tokyo Metro Co., Ltd. (東京地下鉄株式会社 Tōkyō Chikatetsu kabushiki-gaisha), một công ty cổ phần của Chính phủ Nhật Bản và Hội đồng Thành phố Tokyo.

### Liên doanh
Năm 2017, Tokyo Metro hợp tác với nhà thầu ở Việt Nam để xây dựng hệ thống Hanoi Metro, đi vào hoạt động năm 2021.
Tháng 11 năm 2024, GTS Rail Operations (liên doanh giữa Go-Ahead Group, Tokyo Metro và Sumitomo Corporation) được chọn quản lý tuyến tàu Elizabeth ở London, dự kiến trong bảy năm bắt đầu từ tháng 5 năm 2025, với điều kiện gia hạn thêm hai năm.

## Tần suất
Theo số liệu của công ty, trong năm 2009, mỗi ngày có khoảng 6,33 triệu người sử dụng hệ thống chín tuyến tàu của hãng. Trong năm đó, Tokyo Metro đạt lợi nhuận 63,5 tỉ JPY.

## Danh sách tuyến
Tokyo Metro bao gồm chín tuyến, tổng chiều dài 195,1 kilômét (121,2 mi).

### Tuyến Tokyo Metro
| Màu          | Biểu tượng | Stt     | Tên tuyến                | Tiếng Nhật     | Tuyến                          | Số ga | Chiều dài           | Loại tàu       | Hoạt động | Mở rộng gần nhất | Lượt khách hàng ngày (2017) | Loại đường ray           | Chế độ     |
| ------------ | ---------- | ------- | ------------------------ | -------------- | ------------------------------ | ----- | ------------------- | -------------- | --------- | ---------------- | --------------------------- | ------------------------ | ---------- |
| cam          | G          | 3       | Ginza                    | 銀座線         | Shibuya - Asakusa              | 19    | 14,3 km (8,9 mi)    | 6 khoang       | 1927      | 1939             | 943,606                     | 1.435 mm (4 ft 8+1⁄2 in) | 600 V DC   |
| đỏ           | M          | 4       | Marunouchi               | 丸ノ内線       | Ogikubo - Ikebukuro            | 25    | 24,2 km (15,0 mi)   | 6 khoang       | 1954      | 1962             | 1,159,898                   | 1.435 mm (4 ft 8+1⁄2 in) | 600 V DC   |
| đỏ           | Mb         | 4       | Marunouchi tuyến nhánh   | 丸ノ内線分岐線 | Nakano-Sakaue - Hōnanchō       | 4     | 3,2 km (2,0 mi)     | 3 và 6 khoang  | 1962      | 1962             | 1,159,898                   | 1.435 mm (4 ft 8+1⁄2 in) | 600 V DC   |
| bạc          | H          | 2       | Hibiya                   | 日比谷線       | Naka-Meguro - Kita-Senju       | 22    | 20,3 km (12,6 mi)   | 7 khoang       | 1961      | 1964             | 1,213,492                   | 1.067 mm (3 ft 6 in)     | 1,500 V DC |
| xanh da trời | T          | 5       | Tōzai                    | 東西線         | Nakano - Nishi-Funabashi       | 23    | 30,8 km (19,1 mi)   | 10 khoang      | 1964      | 1969             | 1,642,378                   | 1.067 mm (3 ft 6 in)     | 1,500 V DC |
| xanh lá      | C          | 9       | Chiyoda                  | 千代田線       | Yoyogi-Uehara - Ayase          | 20    | 24 km (15 mi)       | 10 khoang      | 1969      | 1978             | 1,447,730                   | 1.067 mm (3 ft 6 in)     | 1,500 V DC |
| xanh lá      | C          | 9       | Chiyoda tuyến nhánh      | 千代田線分岐線 | Ayase - Kita-Ayase             | 2     | 2,6 km (1,6 mi)     | 3 và 10 khoang | 1979      | –                |                             | 1.067 mm (3 ft 6 in)     | 1,500 V DC |
| vàng         | Y          | 8       | Yūrakuchō                | 有楽町線       | Wakōshi - Shin-Kiba            | 24    | 28,3 km (17,6 mi)   | 10 khoang      | 1974      | 1988             | 1,124,478                   | 1.067 mm (3 ft 6 in)     | 1,500 V DC |
| tím          | Z          | 11      | Hanzōmon                 | 半蔵門線       | Shibuya - Oshiage              | 14    | 16,8 km (10,4 mi)   | 10 khoang      | 1978      | 2003             | 1,006,682                   | 1.067 mm (3 ft 6 in)     | 1,500 V DC |
| mòng két     | N          | 7       | Namboku                  | 南北線         | Meguro - Akabane-Iwabuchi      | 19    | 21,3 km (13,2 mi)   | 6 và 8 khoang  | 1991      | 2000             | 522,736                     | 1.067 mm (3 ft 6 in)     | 1,500 V DC |
| mòng két     | TBD        | 7       | Namboku Line Branch Line | 南北線分岐線   | Shirokane-Takanawa - Shinagawa | 2     | 2,5 km (1,6 mi)     | 6 và 8 khoang  | TBD       | –                |                             | 1.067 mm (3 ft 6 in)     | 1,500 V DC |
| nâu          | F          | 13      | Fukutoshin               | 副都心線       | Wakōshi - Shibuya              | 16    | 11,9 km (7,4 mi)A   | 8 và 10 khoang | 1994      | 2008             | 362,654                     | 1.067 mm (3 ft 6 in)     | 1,500 V DC |
| TBD          | TBD        | 14      | Toyozumi Line            | 豊住線         | Toyosu - Sumiyoshi             | 5     | 5,2 km (3,2 mi)     | 10 khoang      | 2025      | –                |                             | 1.067 mm (3 ft 6 in)     | 1,500 V DC |
| Tổng số      | Tổng số    | Tổng số | Tổng số                  | Tổng số        | Tổng số                        | 180   | 195,1 km (121,2 mi) |                |           |                  |                             |                          |            |